# أدولف مارتي
أدولف مارتي (بالفرنسية: Adolphe Marty)‏ هو عازف الأرغن وملحن فرنسي، ولد في 29 سبتمبر 1865 في ألبي في فرنسا، وتوفي في 28 أكتوبر 1942 في Valence-d'Albigeois ‏ في فرنسا.

## وصلات خارجية
- أدولف مارتي على موقع ميوزك برينز (الإنجليزية)